# Лорнет

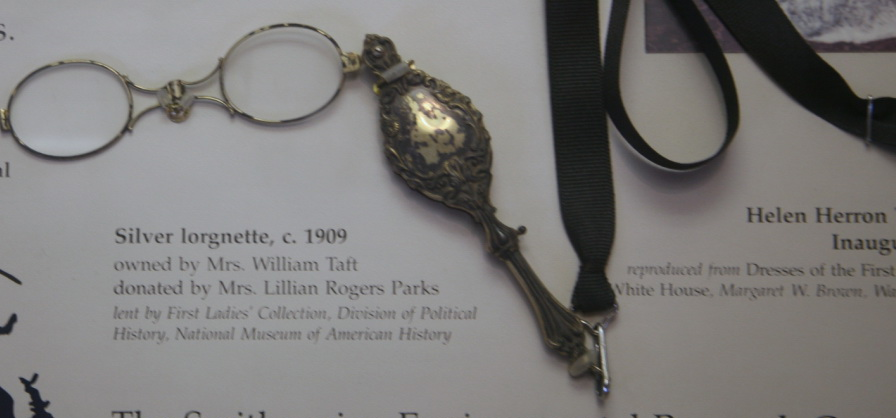
Серебряный лорнет образца приблизительно 1909 года

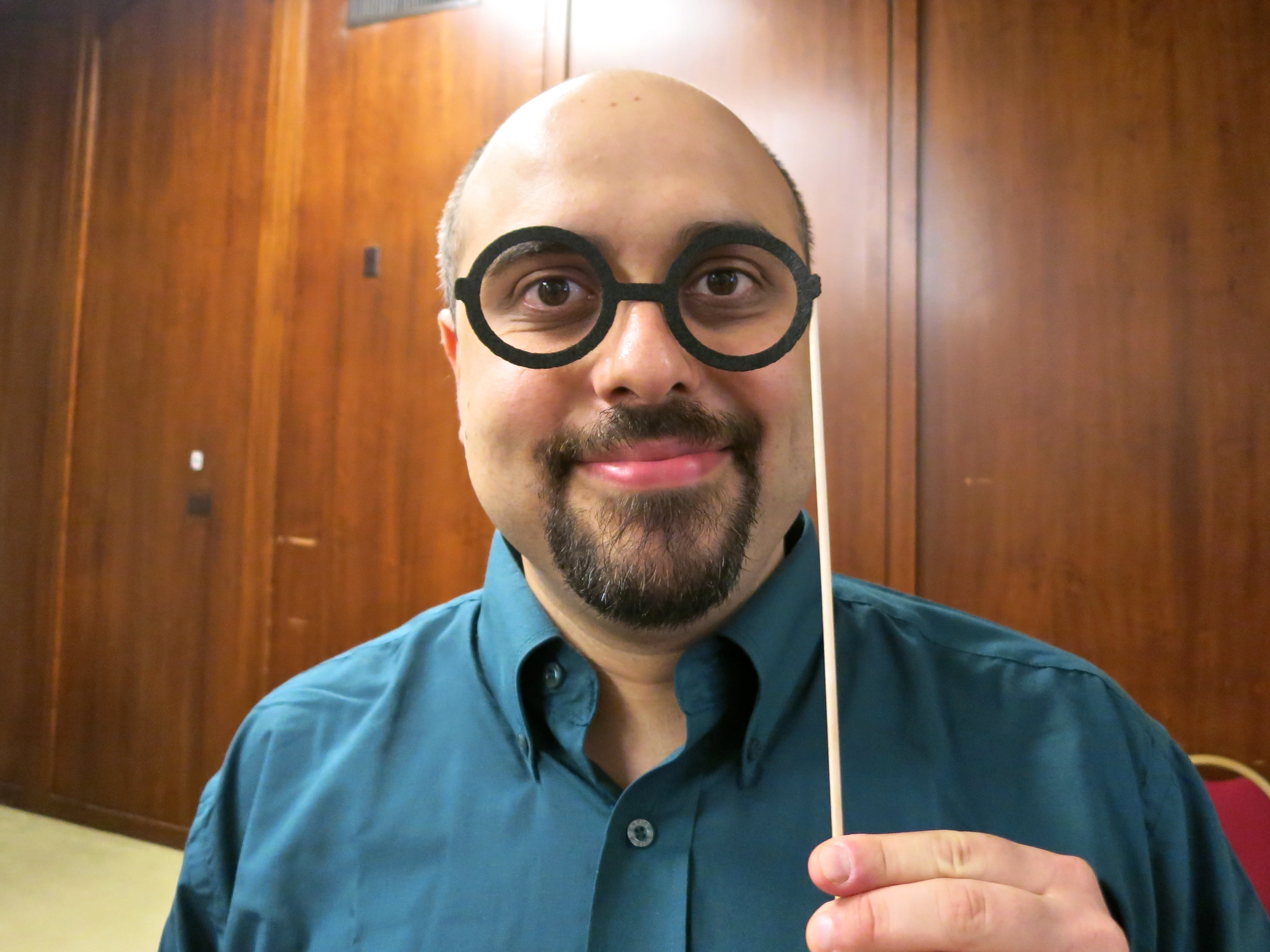
лорнет

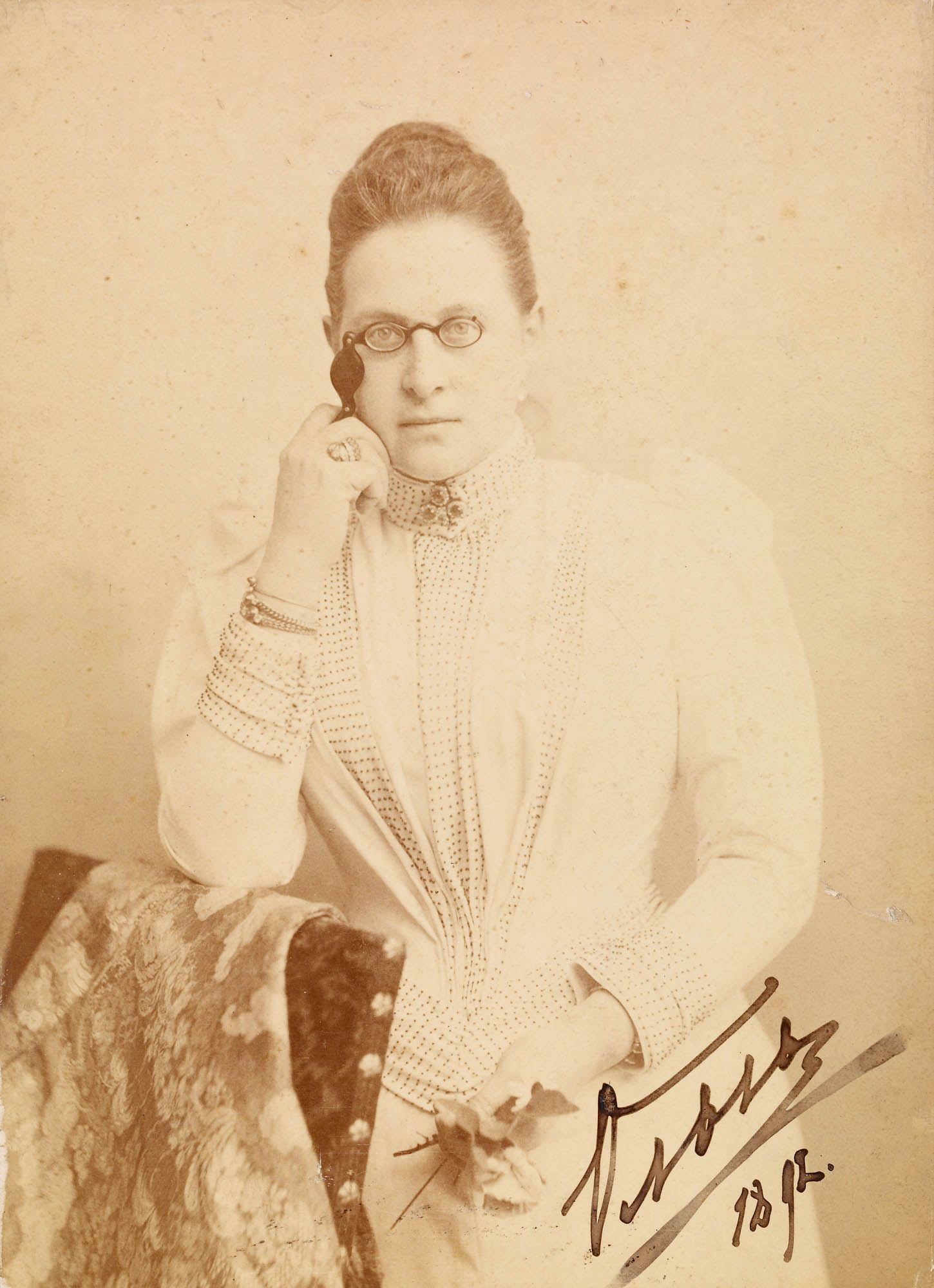
женщина с лорнетом (Ольга Константиновна)

Лорне́т — разновидность очков, отличающаяся от пенсне тем, что пара линз удерживаются с помощью рукоятки, а не посредством зажима в области носа. Модный аксессуар конца XVIII — начала XIX веков, по функции соответствующий театральному биноклю. По наиболее распространённой версии изобретён англичанином Джорджем Адамсом в 1780 году.

## История

### Возникновение
По одному из мнений, лорнет появился в XV веке, и его история возникновения связана с переворачиванием «вверх ногами» обычных очков. Переворачивание очков, дужка которых, как правило, была загнута вниз, было необходимо для её использования как ручки.
По другому мнению лорнет являлся изобретением английского оптика Джорджа Адамса, появившемся в 1780 году как аристократический вариант очков с дополнительной ручкой для их держания. В первых моделях лорнетов использовалась металлическая оправа с круглыми проемами для линз, соединённых полукругом для удобного размещения на переносице, к которой присоединялась при помощи шарнира рукоятка для возможности держания рукой. В 1818 году начали изготавливаться складывающиеся лорнеты, которые открывались и закрывались небольшим рычажком. Позднее появились автоматически складывающиеся и раскладывающиеся лорнеты, приводимые в действие нажатием пружины.

### Распространение
Почти два столетия, до начала XX века лорнет являлся популярным оптическим аксессуаром. Наибольшее распространение он получил у женщин, поскольку напоминал не столько оптический прибор, сколько элемент украшательства, способствовал созданию атмосферы изысканности, мог быть инкрустирован драгоценными камнями, слоновой костью, перламутром и другими украшениями, а также давал возможность использования лорнета в качестве предмета жестикуляции. Умение пользоваться лорнетом для дам постепенно переросло в искусство великосветской беседы. Существовал термин «лорнирование», обозначавший прямой взгляд сквозь лорнет.
Также существовали лорнеты с приделанным к нему отофоном (трубкой для усиления слуха).

### Выход из активного употребления
Лорнет в XX веке, частично потеряв своё бытовое назначение как оптического прибора, уступив место очкам, вплоть до окончания Второй мировой войны оставался распространённым в светской среде оптическим аксессуаром и украшением и присутствовал в каталогах производителей ювелирных украшений. Так, в ассортименте оптической компании Rodenstock GmbH в 1911 году находилось 30 вариантов лорнета, цены на которые в зависимости от материала составляли от 2 до 11 немецких марок.

## Предмет роскоши
Имеются сведения о многочисленных случаях изготовления дорогих лорнетов из изысканных материалов. Так, например, в начале XX века основатель фирмы «Cartier» Луи Франсуа Картье по заказу княжны Лобановой-Ростовой изготовил лорнет из платины и морских раковин с отделкой сапфирами и бриллиантами. В 1913 году князь Феликс Юсупов заказал лорнет с украшением из 442 бриллиантов. В Российской империи на производстве дорогих лорнетов специализировалась ювелирная фирма «Фаберже». Лорнет княгини Елизаветы Федоровны, изготовленный фирмой в 1911—1916 гг., хранится в экспозиции Оружейной палаты Московского Кремля.

## Определения
По определению толкового словаря живого великорусского языка Владимира Даля лорнет представляет собой «зрительное стеклышко в оправе, с ручкою, в чашках или щечках, иногда на цепочке». В качестве синонимов лорнета приводится «глядельце».